# Marcel Mauss
Marcel Mauss (Épinal, 1872. május 10. – Párizs, 1950. február 10.) francia szociológus. Émile Durkheim unokaöccseként Mauss munkássága hidat képezett a szociológia és az antropológia között. Manapság talán jobban ismert az utóbbiról, kiemelkedően a mágia, áldozatbemutatás és az ajándékozási kultúrák vizsgálatáról a világ különböző népei között. Mauss nagy hatással volt Claude Lévi-Straussra, a strukturalista antropológia atyjára. A leghíresebb könyve "Az ajándék".

## Élete és munkássága
Mauss Épinalban született zsidó szülők gyermekeként, és Bordeaux-ban tanult filozófiát, ahol megismerte Émile Durkheimet, aki akkoriban ott tanított. Miután befejezte az iskolát, ahelyett, hogy tanítani kezdett volna, Párizsba utazott vallástudományt, valamint szanszkritot kezdett tanulni.
1896-os első publikációja kezdeményezte karrierjét a szociológiai irodalomban. Mint a legtöbb Année Sociologique tagnak, Mauss érdeklődését is megragadta a szocializmus, kiváltképp Jean Jaurès elméletei. A századforduló végén olyan híres lapok szerkesztésében segédkezett, mint a Le Populaire, a L'Humanité és a Le Mouvement socialiste. Utóbbit Georges Sorel segítségével szerkesztette.
1901-ben munkálkodni kezdett a École pratique des hautes études-ben, ahol az írásai elkezdték az antropológia vonalát képviselni, mivel főleg etnográfiai témákról értekezett ebben az időben.
Az első világháború eseményei különösen megrázóak voltak Mauss számára. Számos barátja és kollégája is életét vesztette, többek között Durkheim is. Politikai nehézségekbe is ütközött, mivel Durkheim sok dolgot megváltoztatott a francia oktatásban, a halála után sok kriitka érte ezért.
Mauss sok társához hasonlóan adminisztrációs munkákba menekült, és különböző intézményeket hozott létre kutatási célokra, mint az l'Institut Français de Sociologie és az l'Institut d'Ethnologie. Ezen intézmények számos diákjai közül talán a leghíresebb George Devereux, aki ötvözte az antropológiát és a pszichoanalízist.
1931-ben a Collège de France tanára lett, és megkezdte küzdelmét az antiszemitizmus és a rasszista politika ellen, amit a Második Világháború után is folytatott. 1950-ben hunyt el.

## Nézetei
Mauss Az ajándék című könyvében azt állítja, hogy az ajándékok soha nincsenek ingyen. Ezzel ellentétben az ajándékok mindig reciprokális változásokat hoznak. Az ajándékozással az ajándékozó nem csak egy tárgyat ad a másik félnek, hanem egy darabot önmagából. Ezzel egy szociális kötelék jön létre kettőjük között, ami arra készteti a ajándékozottat, hogy viszonozza az ajándékot. Ezen viszonzás elmulasztása a státusz és a becsület elvesztésével járhat. A hiedelem szerint Francia Polinéziában például a viszonzatlan ajándék ahhoz vezethet, hogy egy ember elveszíti a manáját, ami a hatalom és gazdagság spirituális forrása. Meglátása szerint az ajándék és az ajándékozó közti kötelék elválaszthatatlan és az ajándékozott viszonzása elengedhetetlen egy ajándékozási kultúrában.

## Kritikusai
Az ajándékozási elméleteit Alain Testart kiritzálta, mondván, hogy léteznek ingyenes ajándékok, például egy koldus és az őt megszánó adakozó között. Az adakozó és a koldus között nincs személyes kapcsolat és valószínűleg nem találkoznak többet, így a viszonzás lehetősége ki van zárva és elmulasztása következményekkel sem jár. Testart véleménye szerint Mauss túlértékeli az ajándékozás viszonzásának elmulasztásának negatív következményeit, különösen az észak amerikai indiánok esetében.

## Hagyatéka
Bár Mauss rengeteg híres írást hagyott maga után, legtöbb munkáját kooperatív módon írta kortársaival és barátaival. Émile Durkheim, Henri Hubert és Paul Fauconnet is segített neki különböző publikációk megírásában.
Mint a legtöbb francia akadémikusnak, nem volt sok közvetlen tanítványa, ám nagyon sokan vallják, hogy az ő nyomdokaiban járnak, többek között Claude Lévi-Strauss. Ezen kívül Georges Bataille és Lewis Hyde is inspirálónak tartja munkásságát.

## Magyarul megjelent művei
- Szociológia és antropológia; ford. Saly Noémi, Vargyas Gábor; Osiris, Budapest, 2000 (Osiris könyvtár. Antropológia)

## Fordítás
- Ez a szócikk részben vagy egészben  a   Marcel Mauss című angol Wikipédia-szócikk ezen változatának fordításán alapul.  Az eredeti cikk szerkesztőit annak laptörténete sorolja fel. Ez a jelzés csupán a megfogalmazás eredetét és a szerzői jogokat jelzi, nem szolgál a cikkben szereplő információk forrásmegjelöléseként.